# Földi fahágó
A földi fahágó (Drymornis bridgesii) a madarak (Aves) osztályának verébalakúak (Passeriformes) rendjébe, valamint a fazekasmadár-félék (Furnariidae) családjába és a fahágóformák (Dendrocolaptinae) alcsaládjába tartozó Drymornis nem egyetlen faja.

## Rendszerezése
A fajt Thomas Campbell Eyton angol természettudós írta le 1852-ben, a Nasica nembe  Nasica bridgesii  néven, innen helyezték jelenlegi nemébe.

## Előfordulása
Dél-Amerikában, Argentína, Bolívia, Brazília, Paraguay és Uruguay területén honos. Természetes élőhelyei a lombhullató erdők, valamint szavannák és cserjések.

## Megjelenése
Testhossza 35 centiméter, testtömege 76-110 gramm.

## Életmódja
Mint neve is mutatja, nemcsak a fákon, hanem a földön is keresgéli rovarokból és pókokból álló táplálékát.
|  |

## Természetvédelmi helyzete
Az elterjedési területe rendkívül nagy, egyedszáma pedig stabil. A Természetvédelmi Világszövetség Vörös listáján nem fenyegetett fajként szerepel.